# Berndt Westerberg
Berndt Westerberg, Arvid Bernhard Westerberg Wasteson, född 12 augusti 1902 i Kungsholms församling i Stockholm, död 19 april 1979 i Vasa församling i Göteborg, var en svensk skådespelare.

## Biografi
Som 15-åring rymde han med ett resande teatersällskap. Under fem somrar spelade han folklustspel på Vanadislundens friluftsteater i Stockholm. Westerberg hade förmågan att göra en biroll till en huvudroll. Ett exempel på Westerbergs underfundiga komik är hans telefonmonolog Intersekulärt telefonsamtal  från Knäppupps revymusikal Funny Boy 1958, där han med östgötsk dialekt får salongen att explodera av skratt. I 12 år turnerade han i folkparkerna med Klangerevyn där hans förmåga att leverera monologer kom flitigt till användning. 
Han spelade revy med Karl Gerhard och var från 1961 engagerad hos Gösta Bernhard på ABC-teatern i Stockholm och Lisebergsteatern i Göteborg. Stor succé gjorde han som begravningsentreprenör i Bernhards komedi Operation liv och lust 1963. 1974 medverkade han i TV-serien Kom som du är, samma år turnerade han med Sten-Åke Cederhök och Sonya Hedenbratt i revyn Jubel i busken. Han spelade en förrymd fånge i ett avsnitt av Albert & Herbert. Han spelade även pensionerad polis i avsnittet På heder & samvete, vilket ingick i första säsongen av Albert & Herbert, där Lennart Lundh spelade rollen som Herbert. 
Han medverkade i tio långfilmer, bland andra Den store amatören och Änglar, finns dom?. Westerberg är gravsatt i minneslunden på Västra kyrkogården i Göteborg.

## Filmografi i urval
- 1939 – Efterlyst
- 1942 – Lyckan kommer
- 1942 – Olycksfågeln nr 13
- 1944 – Sabotage
- 1954 – Dans på rosor
- 1958 – Den store amatören
- 1961 – Lita på mej, älskling!
- 1961 – Änglar, finns dom?
- 1963 – Adam och Eva
- 1963 – Det är hos mig han har varit
- 1965 – Niklasons (TV-serie)
- 1966 – En småstad vid seklets början (TV-serie)
- 1972 – Skärgårdsflirt (TV-serie)
- 1976 – Raskens (TV-serie)
- 1978 – Albert & Herbert (TV-serie)

## Teater

### Roller
| År   | Roll                            | Produktion                                                                              | Regi                             | Teater                                           |
| ---- | ------------------------------- | --------------------------------------------------------------------------------------- | -------------------------------- | ------------------------------------------------ |
| 1922 | Nepomuk Cori                    | Kungens dansös Leo Stein och Rudolf Presber                                             | Olof Hillberg                    | Olof Hillbergs sällskap                          |
| 1937 | Gunnar                          | Fredrik och försynen Henning Ege                                                        | Siegfried Fischer                | Mosebacketeatern                                 |
| 1940 | Hovmästare Pripp                | Café Glada Änkan Ernst Berge                                                            | Sigge Fürst                      | Vanadislundens friluftsteater                    |
| 1941 | Viktor                          | Solvallakungen Ernst Berge                                                              | Sigge Fürst                      | Vanadislundens friluftsteater                    |
| 1942 |                                 | Kvinnan väntar Artur Lundkvist                                                          | Anna Norrie och Sandro Malmquist | Folkan                                           |
| 1943 | Medverkande                     | Folkets hushåll, revy Harry Iseborg, Karl-Ewert, Fritz Gustaf Sundelöf, Gardar och Esse | Ragnar Klange                    | Folkets hus teater                               |
| 1947 | Medverkande                     | Opp med folket, revy Harry Iseborg, Allan Forss och Nils Bie                            | Ragnar Klange                    | Folkets hus teater                               |
| 1948 | Medverkande                     | På extrakryss med folket, revy Ragnar Klange                                            |                                  | Folkets hus teater                               |
| 1956 | Läkaren                         | Den skandalösa historien om Mr Kettle och Mrs Moon J. B. Priestley                      | Per-Axel Branner                 | Alléteatern                                      |
| 1958 | Ombudsmannen                    | Baronessan Iwo Wiklander                                                                | Nanny Westerlund                 | Apolloniateatern                                 |
| 1958 | Egenolf Jack Uteätaren Tröttsam | Funny Boy, revy Hasse Ekman och Povel Ramel                                             | Hasse Ekman                      | Idéonteatern                                     |
| 1960 |                                 | Ture Sventon i London Åke Holmberg                                                      | Nils Olsén                       | Stockholms skolbarnsteater                       |
| 1960 | Herr Stoltz                     | Kvartetten som sprängdes Birger Sjöberg                                                 | Åke Falck                        | Skansens friluftsteater                          |
| 1964 |                                 | Far i luften Marc Camoletti                                                             | Egon Larsson                     | Lisebergsteatern Senare flyttad till ABC-Teatern |
| 1965 | Konferencieren                  | Himmelssängen Kai Normann Andersen och Poul Henningsen                                  | Herman Ahlsell                   | Lisebergsteatern                                 |
| 1969 |                                 | Plaza Hotel Neil Simon                                                                  | Bo Hermansson                    | Lisebergsteatern                                 |

## Radioteater

### Roller
| År   | Roll        | Produktion                              | Regi      |
| ---- | ----------- | --------------------------------------- | --------- |
| 1960 | Herr Stoltz | Kvartetten som sprängdes Birger Sjöberg | Åke Falck |